# 不成就日
不成就日（ふじょうじゅび、ふじょうじゅにち）とは、選日の一つ。
何事も成就しない日とされ、結婚・開店・子供の命名・移転・契約・芸事始め・願い事など、事を起こすことが凶とされる。市販の暦では他にも色々なことが凶となっていて、結局は全ての事が凶ということになる。不成就日は、宣明暦時代には会津暦に記載されただけであり、貞享暦にも記載されていない。しかしこの時代から幕府の許可なく発行された民間の暦には記載されていた。一般的に現在の不成就日は旧暦での月日による。
| 1月・7月  | 3日・11日・19日・27日 |
| 2月・8月  | 2日・10日・18日・26日 |
| 3月・9月  | 1日・9日・17日・25日  |
| 4月・10月 | 4日・12日・20日・28日 |
| 5月・11月 | 5日・13日・21日・29日 |
| 6月・12月 | 6日・14日・22日・30日 |